# Kapten Grogg bland vilda djur
Kapten Grogg bland vilda djur är en svensk animerad komedifilm från 1919 i regi av Victor Bergdahl. Filmen var den åttonde i en serie filmer om Kapten Grogg.

## Om filmen
Filmen premiärvisades den 10 mars 1919 på biograf Röda Kvarn i Stockholm.

## Handling
Kapten Grogg får känna på djungelns lag: äta eller ätas. Ett lejon försöker äta upp honom och han räddas då av en elefant. En kvinna lagar kärleksfullt hans byxor.